# Unga röster

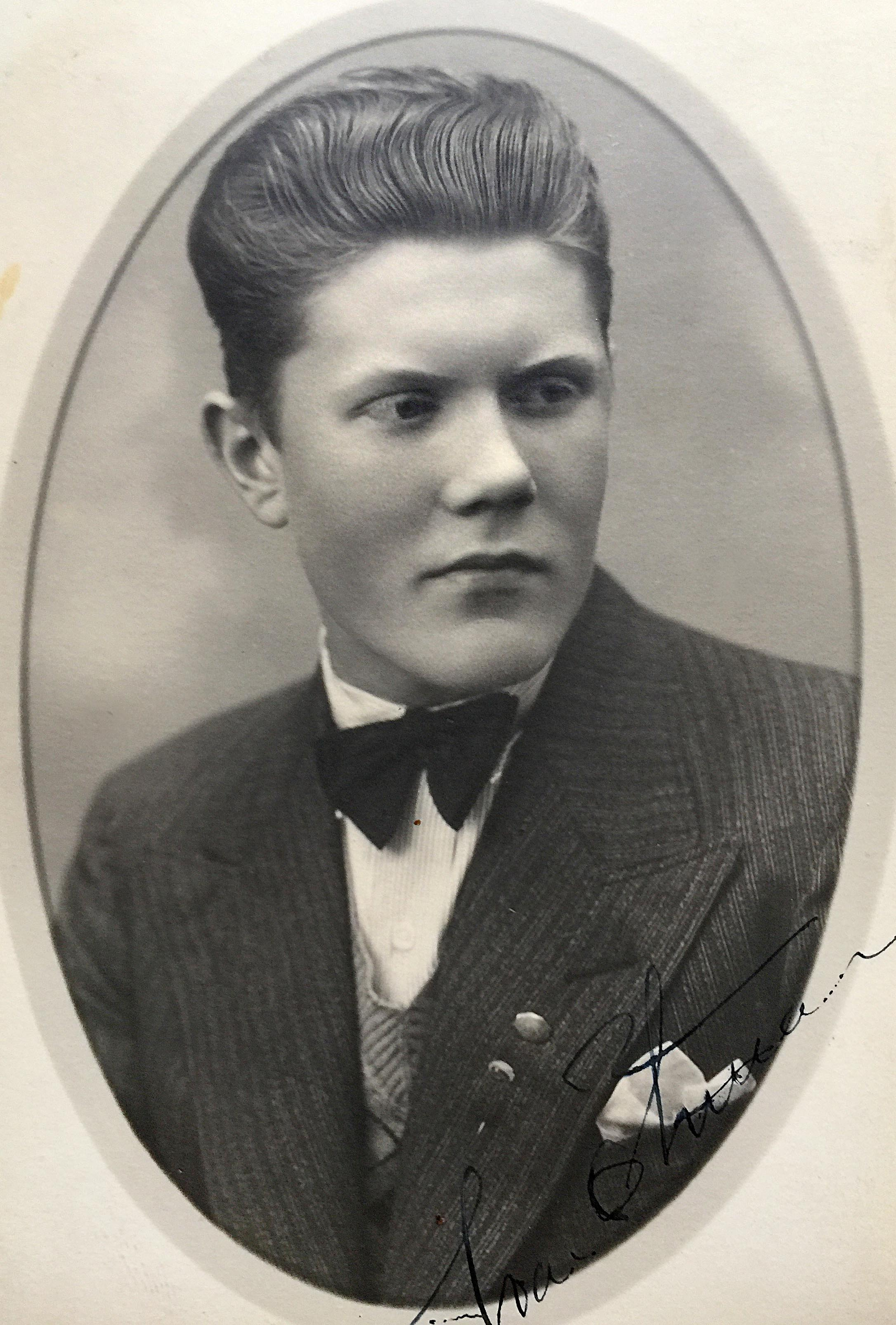
Redaktören Ivar Öhman 1932.

Unga röster var ett litterär tidskrift som utkom 1932-1933. Tidningen startades i Sundsvall av Ivar Öhman och Lars Ahlin. Öhman blev redaktör och Ahlin annonsagent. Utgivningen finansierades genom försäljning av rubrikannonser. Det litterära innehållet var gratisbidrag i form av essäer och noveller från författare i Sverige och Norden samt internationellt kända namn.

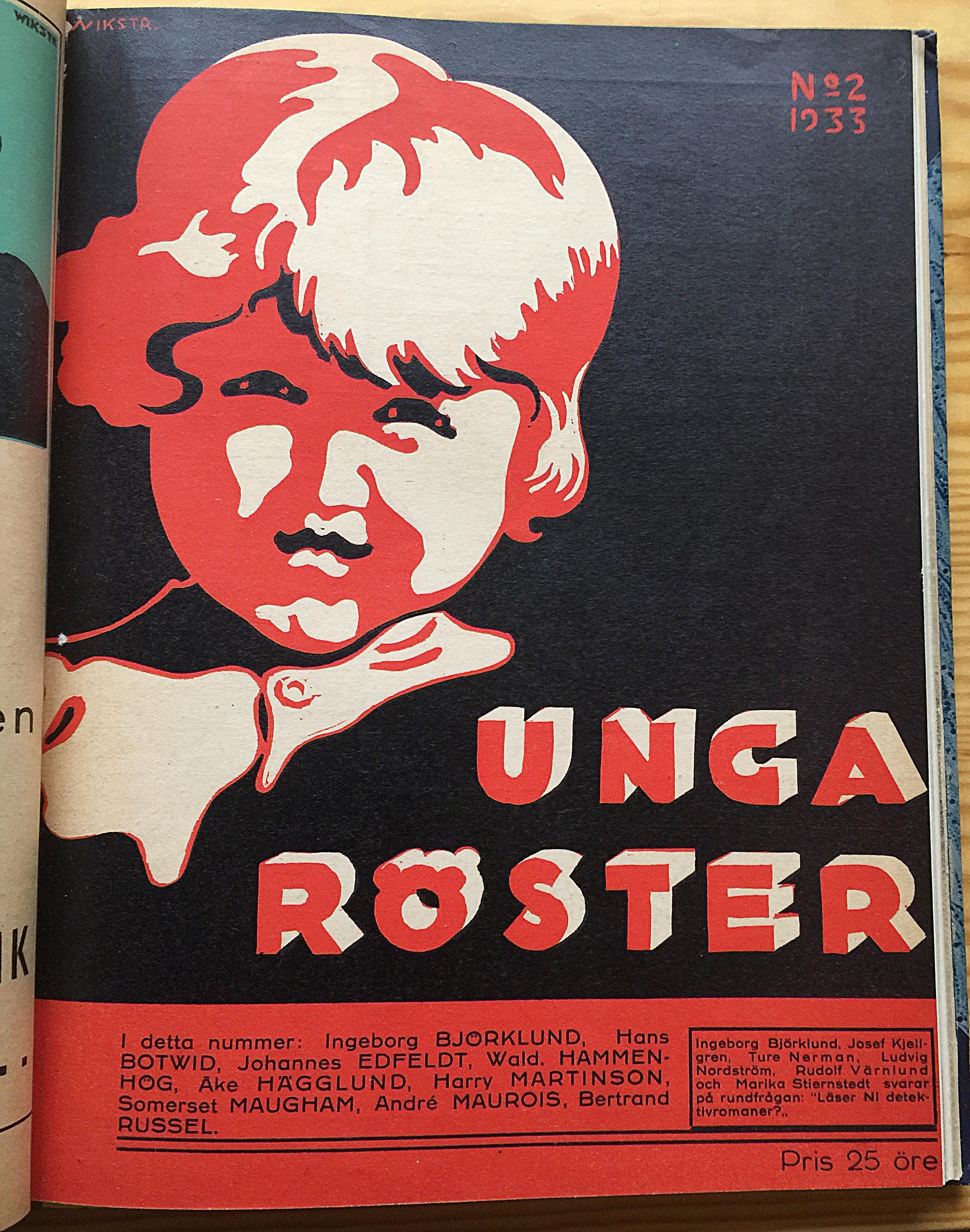
Omslagsbild på tidningen Unga röster No 2 1933.